# Bhawāniganj
Bhawāniganj är en ort i Indien.   Den ligger i delstaten Madhya Pradesh, i den centrala delen av landet, 500 km söder om huvudstaden New Delhi. Bhawāniganj ligger 381 meter över havet och antalet invånare är 38 030.
Terrängen runt Bhawāniganj är platt, och sluttar österut. Runt Bhawāniganj är det ganska tätbefolkat, med 214 invånare per kvadratkilometer. Bhawāniganj är det största samhället i trakten. Trakten runt Bhawāniganj består till största delen av jordbruksmark.